# 次郎太刀
次郎太刀（じろうたち）は、南北朝時代（14世紀）に作られたとされる日本刀（大太刀）である。愛知県名古屋市熱田区の熱田神宮が所蔵する。

## 概要

### 刀工について
鎌倉時代末期から南北朝時代にかけて活躍した刀工である千代鶴国安によって作られたとされる刀である。千代鶴国安は元々来国安の門人であり、京で活躍していた来派の門人が越前国を中心とした北陸方面に進出した刀工一派である千代鶴派の祖と言われている。千代鶴国安は1337年（延元2年）に越前国に入り、府中（越前市）に工房を構えた。
一方で国安在銘の作品は少なく、次郎太刀も無銘であり本阿弥家に次ぐ研師の名家である木屋家によって朱銘で千代鶴国安と極められた刀である。

### 名前の由来
元々は、越前朝倉家の家臣である真柄直隆とその子・隆基の所用のものと言われている大太刀が2振り存在し、真柄太刀と呼ばれる2振りのうち1576年（天正4年）に山田吉久に奉納された刃長221.5センチメートルである大太刀を太郎太刀と呼び、刃長166.6センチメートルである本作が次郎太刀と呼ばれている。
『明智軍記』には、千代鶴の刀工が有國、兼則という刀工の相槌により2振りの大太刀を作った記されており、7尺8寸の太刀を太郎太刀と号し、6尺5寸の太刀を次郎太刀と号したとされる。太郎太刀は従僕4名が担いでくるものを直隆は軽々しく提げており、隆基も次郎太刀を弓手の肩にかけて二陣（2番備えの軍勢）に続いたとされている。

### 熱田神宮へ伝来
1570年（元亀元年）、織田信長・徳川家康と浅井長政・朝倉義景が対立した姉川の戦いにより、朝倉方は敗走を余儀なくされ、味方の退路を確保するため追手が来ないよう殿（しんがり）として直隆と隆基も太郎太刀と本作を用いて奮戦するも、健闘かなわず青木一重によって討ち取られる。その後、渡った経緯は不詳であるが佩表側の刀身下半に「熱田大明神奉寄進御太刀信長御身内熊若夫婦之者也」、佩裏側の刀身下半に「元亀元年八月吉日」とあることから、合戦の直後に信長側の人間である“熊若夫婦”が熱田神宮に奉納したことがわかる。なお、夫婦連名で奉納した“熊若夫婦”がどのような人物であるかは明らかではない。その後、熱田神宮宝物殿に展示されていたが、2021年（令和3年）10月に熱田神宮の令和の代替わりを記念して建設された「剣の宝庫　草薙館」が開業したことから、現在は同館にて常設展示されている。

## 作風

### 刀身
刀身全体の長さは244.6センチメートルであり、刃長は166.6センチメートル。通常の打刀は柄と刃長の比率が1対4となっているが、太郎太刀は1対3であり、次郎太刀は1対2となっている。大太刀は柄の手に握る部分が長いほうが扱いやすいとされており、次郎太刀の重量が約5キログラムあるが、手に持つと太郎太刀より軽く感じるとされている。太郎太刀・次郎太刀とも実戦用に作られたものであり、細かい傷や刃こぼれの跡が残っている。

### 外装
拵は、朱塗りの鞘と浅黄木綿の糸を巻いた柄となっており、太郎太刀と尾張国犬山の刀工である兼武が奉納した刃長約145センチメートルの大太刀と同じ拵えとなっている。三つの柄の下地には、共通して拵えを作った職人の同じ名前が記されており、本作の拵にも柄の縁下木地には「名古屋上畠町　柄基屋理左衛門」、「享保三年　戌極月吉日」と墨書されている。このことから1718年（享保3年）に神社の依頼によって祭礼の威儀物として作られた拵とみられる。